# Pseudicius daitaricus
Pseudicius daitaricus är en spindelart som beskrevs av Prószynski 1992. Pseudicius daitaricus ingår i släktet Pseudicius och familjen hoppspindlar. Inga underarter finns listade i Catalogue of Life.